# Ramón Ramírez
Jesús Ramón Ramírez Ceceña (ur. 5 grudnia 1969 roku w Tepic) – były meksykański piłkarz występujący na pozycji pomocnika. Należy do ścisłej czołówki zawodników z największą liczbą występów w reprezentacji Meksyku.
Ramírez miał być jednym z najlepszych piłkarzy meksykańskich od czasów Hugo Sáncheza, ale duża liczba kontuzji zatrzymywała rozwój jego kariery. Był jednym z najważniejszych piłkarzy świata lat 90., jednak nigdy nie przeniósł się do żadnego europejskiego zespołu.

## Kariera klubowa
Ramón Ramírez zawodową karierę rozpoczynał w 1990 roku w Santos Laguna Torreón. Już od początku pobytu w tym klubie spisywał się znakomicie. Jego talent uczynił go jednym z najbardziej obiecujących zawodników w kraju, a już w 1991 roku Meksykanin został powołany do drużyny narodowej. Podczas meczu z drużyną Club América w sezonie 1991/1992, Ramírez doznał złamania kości piszczelowej i strzałkowej. Kontuzja ta wykluczyła go z udziału w Igrzyskach Olimpijskich w Barcelonie. Po kilku miesiącach powrócił do gry oraz do świetnej formy, jaką prezentował jeszcze przed urazem. W 1993 roku Ramírez odzyskał miejsce w składzie reprezentacji. W Santos Laguna występował do 1994 roku. Dla ekipy "Guerreros" rozegrał łącznie 97 spotkań, w których strzelił dwanaście bramek.
W 1994 roku, po zajęciu drugiego miejsca w rozgrywkach ligowych, Ramírez przeniósł się do Chivas Guadalajara – jednego z najlepszych meksykańskich klubów. W 1997 roku wraz z drużyną wywalczył mistrzostwo kraju, a rok później w finale przegrał z Necaxa Aguascalientes. W 1999 roku, po wielu spekulacjach i plotkach, mimo własnej woli trafił do Club América – największego rywala Chivas. Spowodowało to mnóstwo kontrowersji, ponieważ Ramírez stał się symbolem zespołu z Guadalajary. Po przenosinach do nowego klubu Meksykanin nie potrafił odnaleźć dawnej formy, być może z powodu depresji. W pojedynku pomiędzy drużynami América oraz Chivas Ramírez wpisał się na listę strzelców. Okazało się to dla niego takim szokiem, że nie wiedział, jak ma zareagować. Na jego szczęście bramka nie została uznana z powodu spalonego.
W 1999 roku Ramírez podpisał kontrakt z Tigres UANL. Powoli odzyskiwał tam dobrą formę, powrócił także do drużyny narodowej. W zimowym sezonie 2001 po raz kolejny w karierze wystąpił w meczu finałowym o mistrzostwo kraju, jednak zawodnicy Tigres UANL musieli uznać wyższość CF Pachuca. W spotkaniu tym Ramírez początkowo usiadł na ławce, a na boisku pojawił się dopiero w drugiej połowie.
W 2000 roku, jadąc na zgrupowanie reprezentacji, Ramírez uczestniczył w wypadku samochodowym, w którym zginęły cztery osoby. Po wypadku tym meksykański piłkarz znów popadł w kryzys formy.
W letnim sezonie 2002 Ramírez powrócił do Chivas Guadalajara. Z powodu kontuzji ominął kilka meczów, jednak powrócił do dobrej dyspozycji, w efekcie czego znów zaczął być postrzegany jako duży talent. W sezonie Clausura 2004 znów wystąpił w finałowym pojedynku o mistrzostwo kraju, gdzie Chivas uległo po rzutach karnych Club Universidad Nacional. Pod koniec 2004 roku Ramírez odszedł do amerykańskiego zespołu Club Deportivo Chivas USA, gdzie pełnił funkcję kapitana. W 2007 roku zdecydował się zakończyć karierę.

## Kariera reprezentacyjna
W reprezentacji Meksyku Ramírez zadebiutował 4 grudnia 1991 roku w wygranym 3:0 meczu przeciwko Węgrom. Jego pierwszym poważnym turniejem były rozgrywki Copa América 1993. Na imprezie tej nie grał jednak na swojej nominalnej pozycji pomocnika, lecz był wystawiany do gry na lewej obronie. Mimo wszystko reprezentacja Meksyku radziła sobie bardzo dobrze i po przegranej 1:2 w finałowym pojedynku z Argentyną wywalczyła srebrny medal.
W 1994 roku Ramírez został powołany do kadry drużyny narodowej na mistrzostwa świata. Na mundialu tym Meksyk dotarł do 1/8 finału, w której przegrał po dogrywce z Bułgarią 3:1. Wychowanek Santos Laguna Torreón znów był wystawiany na lewej obronie. Wystąpił we wszystkich czterech spotkaniach w pełnym wymiarze czasowym.
Ramírez uczestniczył także w Copa América 1995. Meksykanie dotarli wówczas do ćwierćfinału, w którym musieli uznać wyższość Stanów Zjednoczonych.
W 1998 roku meksykański piłkarz po raz drugi w swojej karierze wystąpił na mistrzostwach świata. Na tym turnieju pełnił już bardziej ofensywne zadanie, a w meczu z Belgią asystował przy bramce, którą zdobył Cuauhtemoc Blanco. W pojedynku przeciwko Holandii został ukarany czerwoną kartką (sędzia miał pokazać kartkę innemu zawodnikowi) i nie wystąpił w przegranym 1:2 spotkaniu 1/8 finału z Niemcami.
Mundial 1998 był ostatnią wielką imprezą w karierze Ramíreza. Ostatni mecz w kadrze rozegrał 15 listopada 2000 roku przeciwko Kanadzie. Łącznie w barwach reprezentacji wystąpił w 121 meczach, w których piętnaście razy wpisał się na listę strzelców.